# Extrato herbal

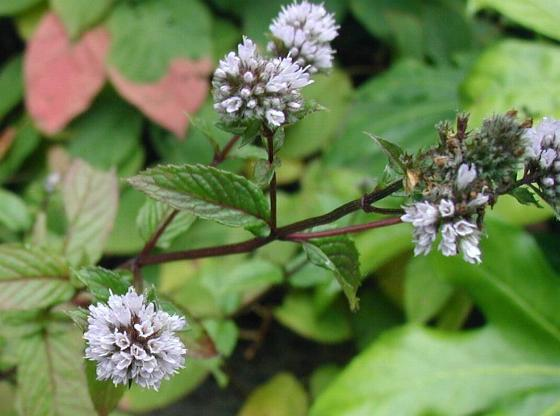
Hortelã-pimenta.

Um extrato herbal é uma solução líquida de ervas e álcool. As ervas desidratadas ou frescas são combinadas com álcool e em seguida a matéria sólida é removida, deixando somente os óleos vegetais misturados ao álcool. Este processo é denominado extração líquido-líquido, daí o nome, extrato herbal. Por exemplo, um extrato feito de hortelã-pimenta e álcool poderia ser denominado de "extrato de hortelã-pimenta".
A maioria dos extratos vendidos comercialmente possuem a proporção entre as ervas e o álcool impressas no rótulo. Quando ervas desidratadas são usadas para o extrato, a proporção é comumente de 1 parte de planta desidratada para 4 partes de líquido (álcool ou água). Quando ervas frescas são usadas, a proporção mais comum é 1:1. Isto não indica a quantidade da erva no recipiente, mas a proporção utilizada para se fazer o extrato. Por exemplo, na potência da erva desidratada, 1:4 significa que a mistura usada para produzir o extrato era 4 partes líquida (álcool e água) e uma parte de planta desidratada. Isto não é o mesmo que a lista de ingredientes que também está presente na maioria dos extratos comerciais.
Extratos herbais são vendidos como suplementos alimentares e remédios alternativos, e são comumemente usados como flavorizantes em padaria (o extrato de baunilha, por exemplo).
Extratos herbais são freqüentemente referenciados como tinturas por herbalistas e praticantes de medicina alternativa.

### Em inglês
- (em inglês)-Botanical.com
- (em inglês)-Gaia Garden Herbals: Tinturas
- (em inglês)-Princípios de Dosagem de Extratos

### Em português
- «Fitoterapia no SUS» 🔗 (PDF). - Formato PDF.